# Ismael Serrano

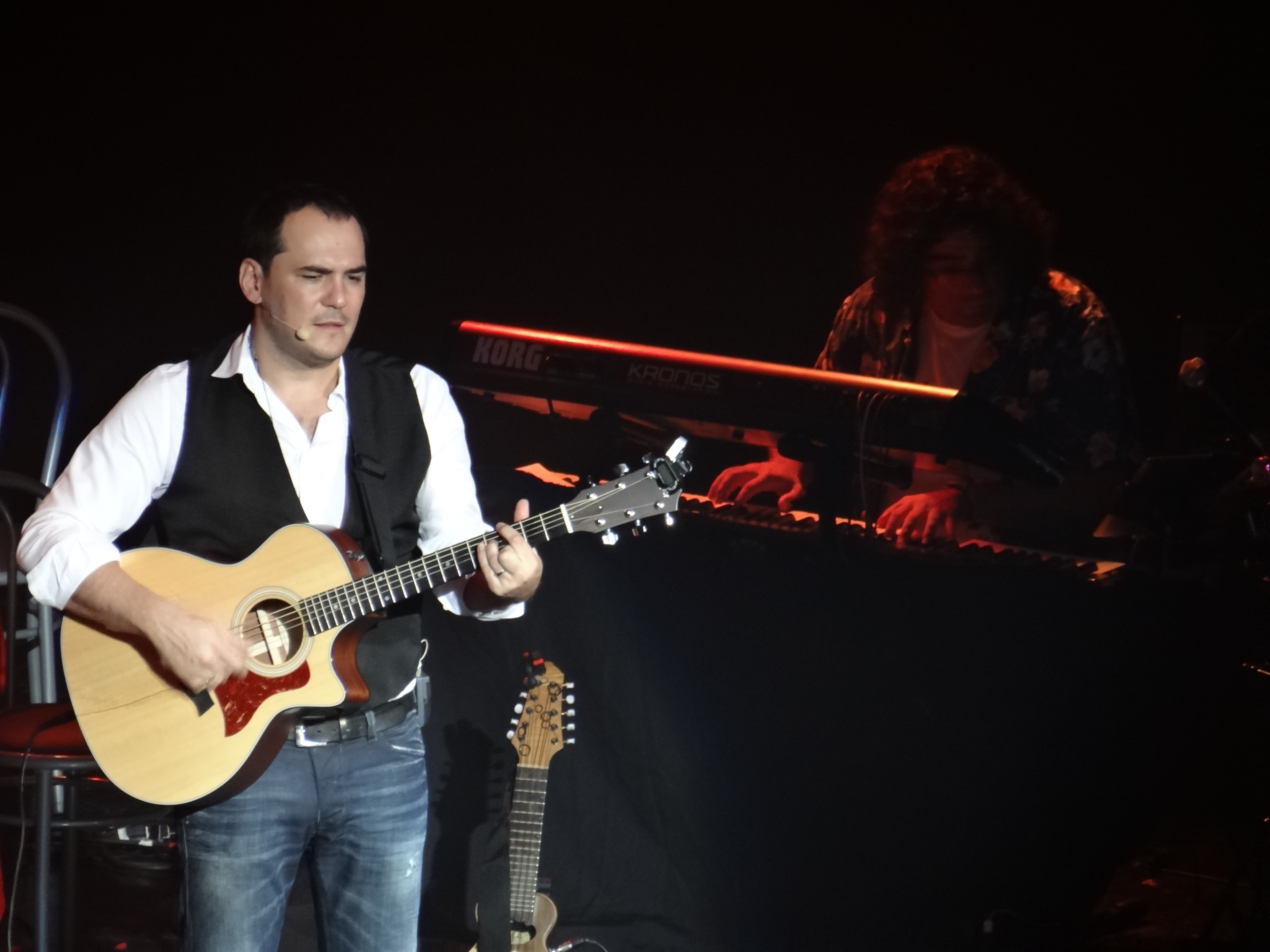
Ismael Serrano (2012)

Ismael Serrano Morón (* 9. März 1974 in Vallecas, Madrid) ist ein spanischer Sänger, Liedermacher und Gitarrist.
Sein Vater ist der Poet und Journalist Rodolfo Serrano (* 1947). Er studierte Physik an der Universität Complutense Madrid und begann seine musikalische Karriere in den 1990er Jahren.

## Diskografie

### Alben
| Jahr | Titel                            | Höchstplatzierung, Gesamtwochen, AuszeichnungChartsChartplatzierungen (Jahr, Titel, Platzierungen, Wochen, Auszeichnungen, Anmerkungen) | Anmerkungen                              |
| Jahr | Titel                            | ES | Anmerkungen                              |
| ---- | -------------------------------- | --- | ---------------------------------------- |
| 2003 | Principio de incertidumbre       | ES9 Gold · (17 Wo.)ES |                                          |
| 2005 | Naves ardiendo más allá de Orión | ES2 Gold · (13 Wo.)ES |                                          |
| 2006 | El viaje de Rosetta              | ES13 (10 Wo.)ES |                                          |
| 2007 | Sueños de un hombre despierto    | ES1 Gold · (17 Wo.)ES |                                          |
| 2008 | Un lugar soñado                  | ES41 (8 Wo.)ES |                                          |
| 2010 | Acuérdate de vivir               | ES3 (18 Wo.)ES |                                          |
| 2012 | Todo empieza y todo acaba en tí  | ES1 Gold · (43 Wo.)ES | Erstveröffentlichung: 8. Mai 2012        |
| 2014 | La llamada                       | ES1 (23 Wo.)ES | Erstveröffentlichung: 6. Oktober 2014    |
| 2017 | 20 años. Hoy es siempre          | ES2 (31 Wo.)ES | Erstveröffentlichung: 27. Oktober 2017   |
| 2021 | Seremos                          | ES2 (11 Wo.)ES | Erstveröffentlichung: 23. April 2021     |
| 2023 | La cancion de nuestra vida       | ES6 (4 Wo.)ES | Erstveröffentlichung: 22. September 2023 |
| 2024 | Sinfónico                        | ES23 (3 Wo.)ES | Erstveröffentlichung: 18. Oktober 2024   |

grau schraffiert: keine Chartdaten aus diesem Jahr verfügbar
Weitere Alben
- 1997: Atrapados en azul (ES: Platin)
- 1998: La memoria de los peces (ES: Platin)
- 2000: Los paraísos desiertos (ES: ×2Doppelplatin )
- 2002: La traición de Wendy (ES: Gold)

### Singles (Auswahl)
| Jahr | Titel Album                                    | Höchstplatzierung, Gesamtwochen, AuszeichnungChartsChartplatzierungen (Jahr, Titel, Album, Platzierungen, Wochen, Auszeichnungen, Anmerkungen) | Anmerkungen             |
| Jahr | Titel Album                                    | ES | Anmerkungen             |
| ---- | ---------------------------------------------- | --- | ----------------------- |
| 2010 | Luces errantes Todo empieza y todo acaba en tí | ES39 (1 Wo.)ES |                         |
| 2014 | La llamada                                     | ES18 (1 Wo.)ES |                         |
| 2014 | Éramos tan jóvenes La llamada                  | ES24 (1 Wo.)ES |                         |
| 2014 | Apenas sé nada de la vida La llamada           | ES25 (1 Wo.)ES |                         |
| 2020 | Los abrazos prohibidos –                       | ES32 (1 Wo.)ES | mit Vetusta Morla u. a. |

Weitere Singles
- 2021: Para Aute: Pasaba por Aquí (Joaquín Sabina feat. Rozalén, Marwan, Pedro Guerra, Carlos Rivera, Xoel López, Ismael Serrano, Jorge Drexler, Dani Martín, Estopa, Vanesa Martín, Silvio Rodríguez & Abel Pintos, ES: Gold)

### Videoalben
- 2004: Principio de incertidumbre

## Auszeichnungen für Musikverkäufe
| Goldene Schallplatte - Argentinien - 1997: für das Album Atrapados en azul - 1999: für das Album La memoria de los peces - 2004: für das Album Principio de incertidumbre - 2005: für das Album Naves ardiendo más allá de Orión | Platin-Schallplatte - Argentinien - 2004: für das Videoalbum Principio de incertidumbre |

Anmerkung: Auszeichnungen in Ländern aus den Charttabellen bzw. Chartboxen sind in ebendiesen zu finden.
| Land/RegionAuszeichnungen für Musikverkäufe (Land/Region, Auszeichnungen, Verkäufe, Quellen) | Gold       | Platin     | Verkäufe | Quellen             |
| -------------------------------------------------------------------------------------------- | ---------- | ---------- | -------- | ------------------- |
| Argentinien (CAPIF)                                                                          | 4× Gold4   | Platin1    | 108.000  | capif.org.ar AR2    |
| Spanien (Promusicae)                                                                         | 6× Gold6   | 4× Platin4 | 640.000  | elportaldemusica.es |
| Insgesamt                                                                                    | 10× Gold10 | 5× Platin5 |          |                     |